# Mongolocampe zhaoningi
Mongolocampe zhaoningi is een vliesvleugelig insect uit de familie Tetracampidae. De wetenschappelijke naam is voor het eerst geldig gepubliceerd in 1990 door Yang.